# モンテヴェルディ (自動車)
モンテヴェルディ（Monteverdi）は、1967年 - 1982年に存在したスイス・バーゼルの高級車メーカーである。

## 概要
社名はスイスでフェラーリなどの高級車ディーラーを経営していた創業者のペーター・モンテヴェルディ（Peter Monteverdi、1934年6月7日 - 1998年7月4日）に由来する。イタリアのカロッツェリアであるフィッソーレのボディと、主にクライスラー製V型8気筒エンジンを組み合わせたモデルを製造していた。当時、地元のジュネーヴ・モーターショーに毎年のように出展していたことでも知られる。日本では1970年よりイースタンモータースが輸入・販売していた。
1990年にはオニクス・グランプリチームを買収し、「モンテヴェルディ・オニクス」のチーム名でフォーミュラ1世界選手権に参戦した経験もある。

## モデル
- モンテヴェルディ・ハイスピード（1967年生産開始） - 設立当初の主力モデルとなった。

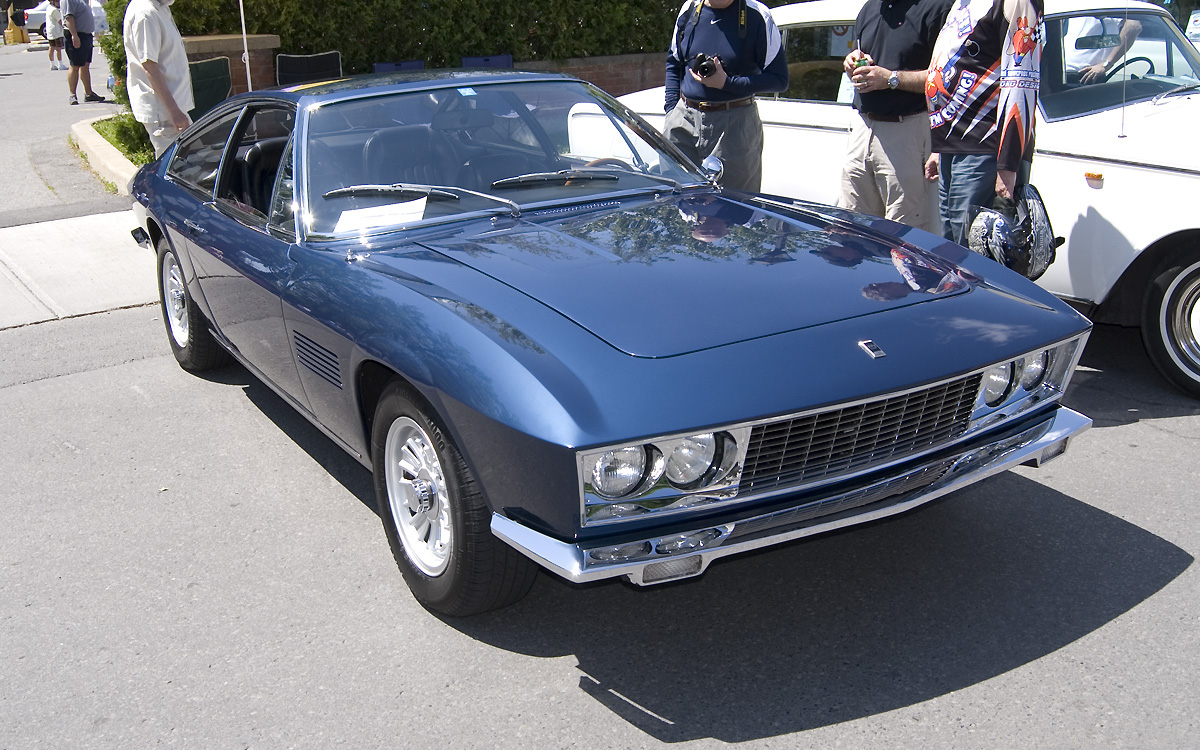
ハイスピード375/4

- モンテヴェルディ・ハイ - 1970年代に製造販売されたミッドシップスポーツカー。

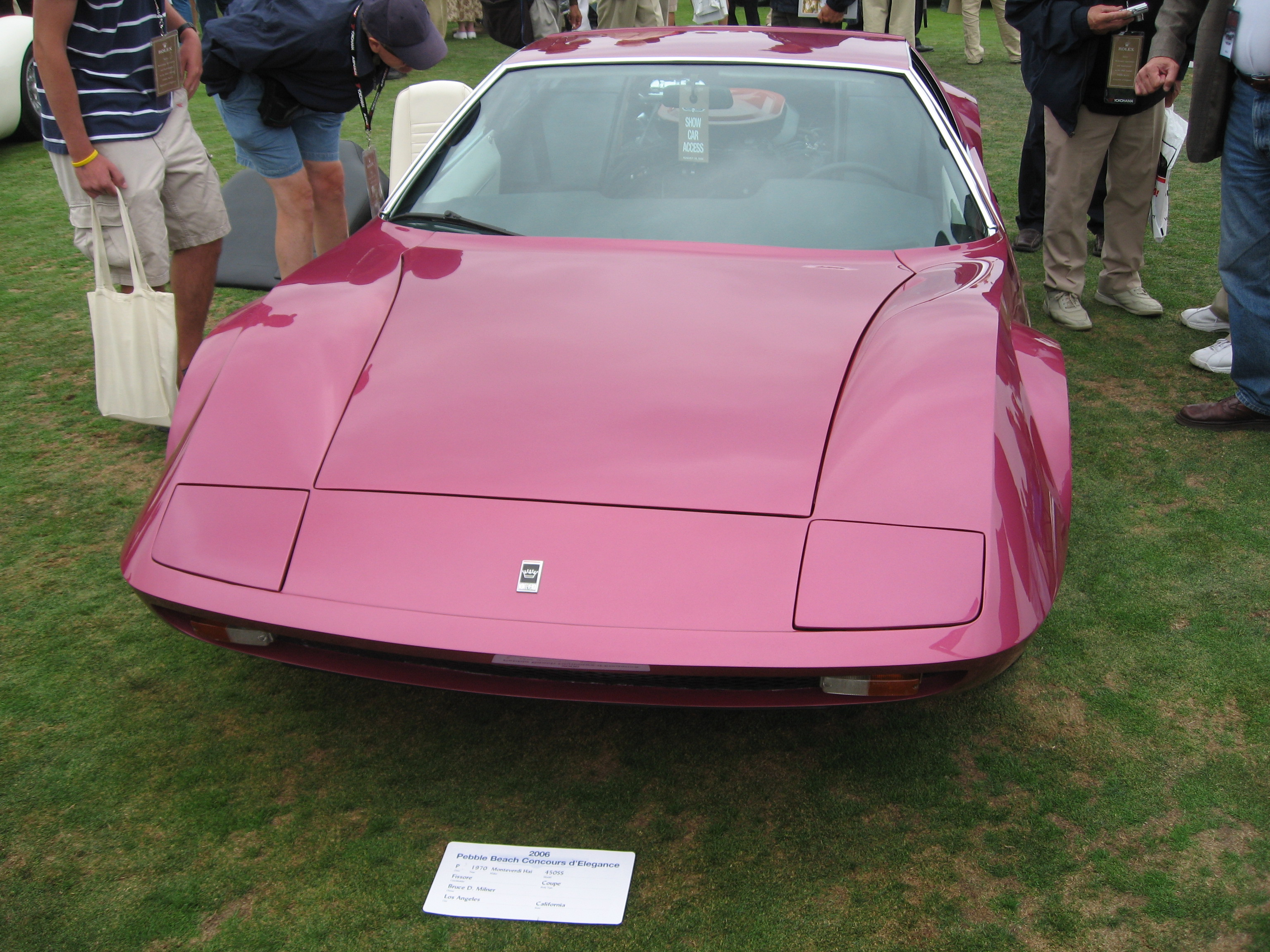
ハイ450SS

- モンテヴェルディ・サファリ（1976年ジュネーヴ・モーターショーで発表） - 高級オフロードワゴン。レンジローバーの4ドアモデルはこの車が開発のきっかけであり、ランドローバーは1994年までモンテヴェルディにロイヤルティーを支払っていた。

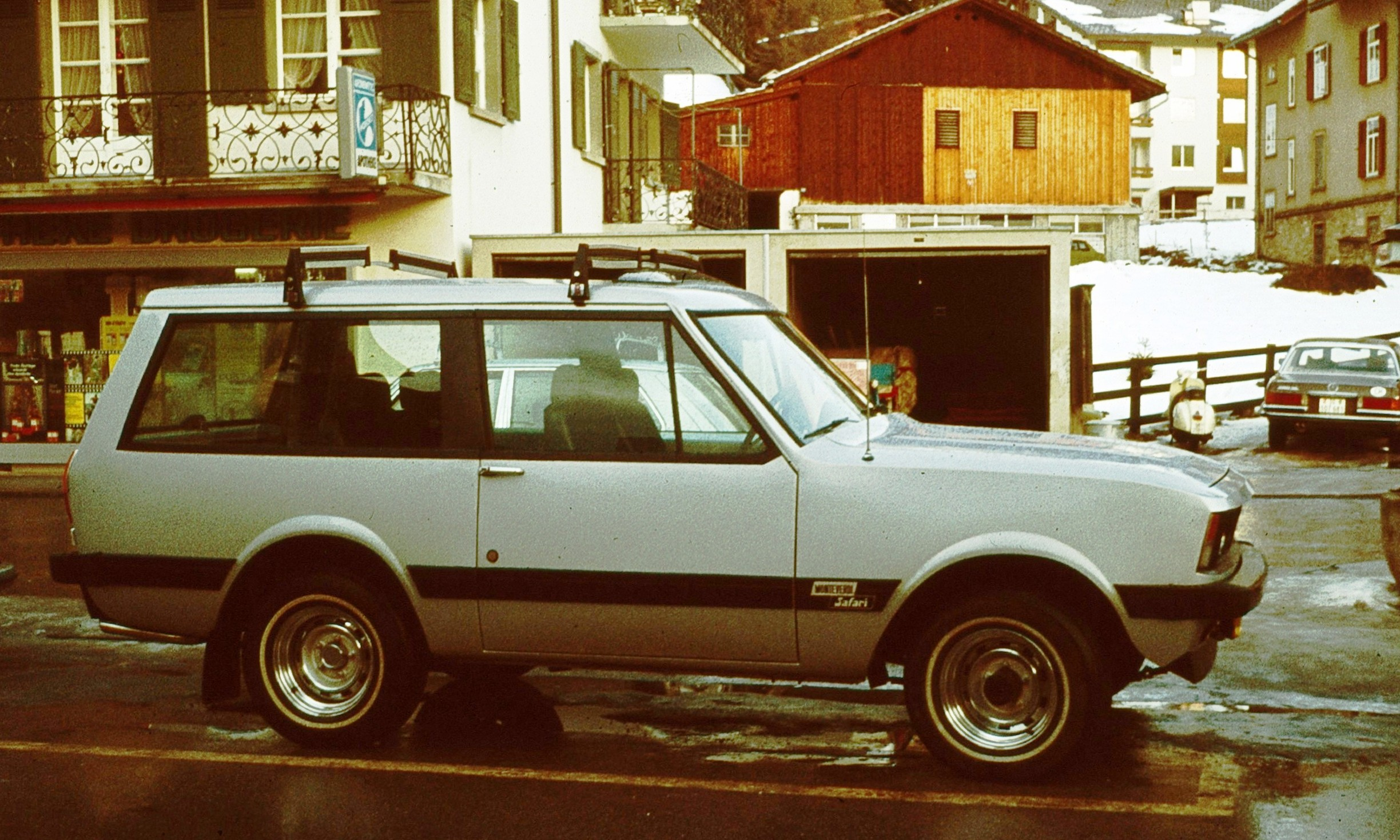
サファリ

- モンテヴェルディ・シエラ（1977年生産開始） - 高級中型サルーン。当時のクライスラーのコンパクトクラスがベースとされる。1981年製造中止。
  - モンテヴェルディ・シエラC - モンテヴェルディ・シエラの4座席オープン版。
- モンテヴェルディ・ティアラ - 高級大型サルーン。メルセデス・ベンツ・Sクラス（W126）をベースとしたモデルである。フロントはモンテヴェルディの特徴であるアドバンスト・ノーズ（逆スラントノーズ）と四灯式ヘッドライトに変更され、リアコンビネーションランプはプジョー・505（前期型）のものを流用しデザインし直されている。W126を特徴付ける「サッコプレート」も取り外されている。内装はより豪華に仕立て直されている。

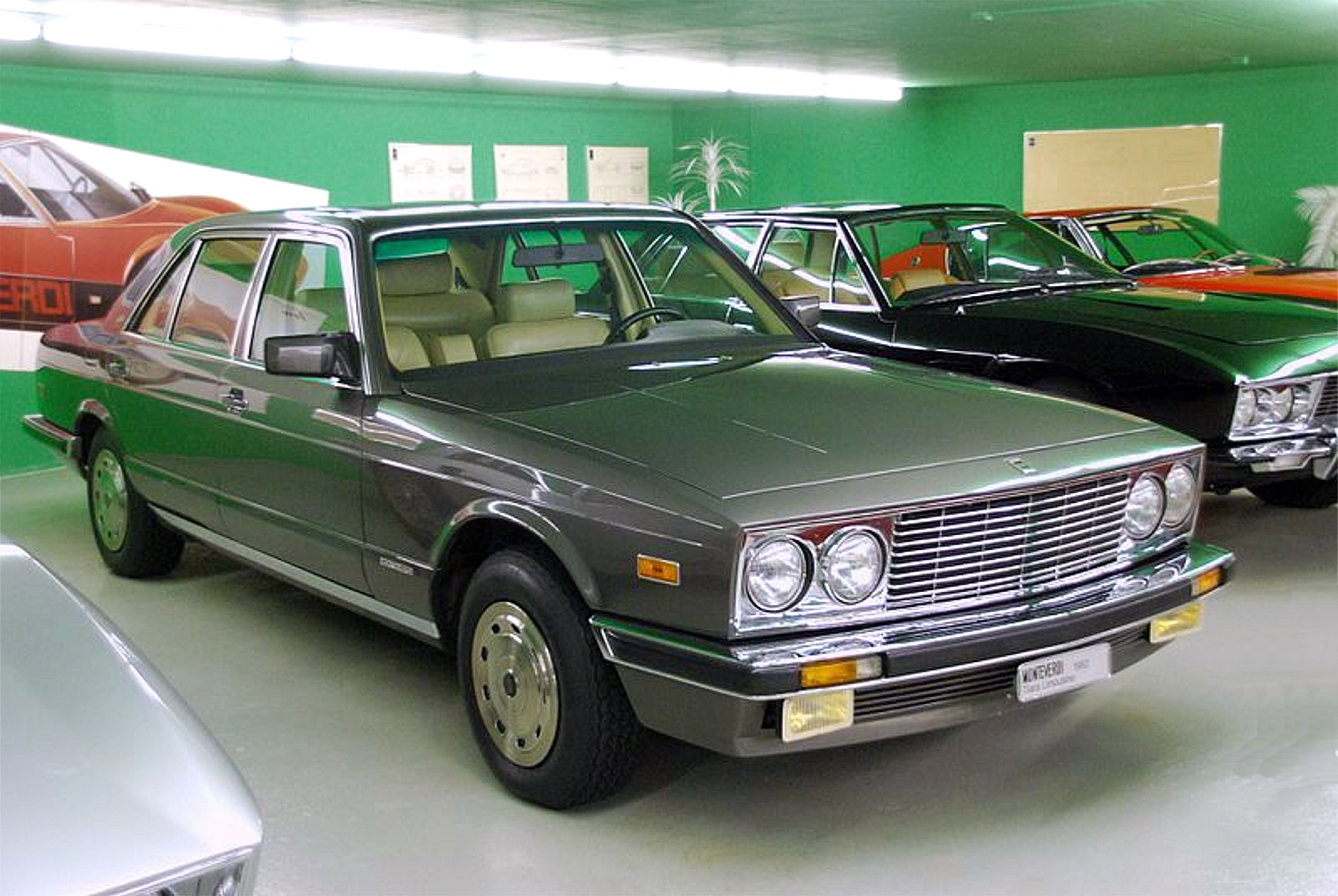
ティアラ

- モンテヴェルディ・ハイ650F1（1992年試作） - ミッドシップスポーツカー。

## F1における全成績
(key)
| 年     | シャシー        | エンジン        | タイヤ | ドライバー           | 1   | 2   | 3   | 4   | 5   | 6   | 7   | 8   | 9   | 10  | 11  | 12  | 13  | 14  | 15  | 16  | ポイント | 順位 |
| ------ | --------------- | --------------- | ------ | -------------------- | --- | --- | --- | --- | --- | --- | --- | --- | --- | --- | --- | --- | --- | --- | --- | --- | -------- | ---- |
| 1990年 | オニクス・ORE1B | コスワース・DFR | G      |                      | USA | BRA | SMR | MON | CAN | MEX | FRA | GBR | GER | HUN | BEL | ITA | POR | ESP | JPN | AUS | 0        | -    |
| 1990年 | オニクス・ORE1B | コスワース・DFR | G      | グレガー・フォイテク |     |     |     |     |     |     |     |     | Ret | DNQ |     |     |     |     |     |     | 0        | -    |
| 1990年 | オニクス・ORE1B | コスワース・DFR | G      | J.J.レート           |     |     |     |     |     |     |     |     | NC  | DNQ |     |     |     |     |     |     | 0        | -    |